# Лийпола, Юрьё
Ю́рьё Ли́йпола (фин. Yrjö Liipola; 22 августа 1881, Коскис, Або-Бьёрнеборгская губерния, Великое княжество Финляндское — 26 марта 1971, Финляндия) — финский скульптор и дипломат, профессор.

## Биография
Пройдя курс обучения в школе искусств в Турку, получил дальнейшее образование в академии изящных искусств во Флоренции, а также в учебных заведениях Берлина и Парижа.
В связи с нежеланием проходить военную службу в русской армии, в 1904 году покинул родину. Работал в Венгрии генеральным консулом Финляндии в Будапеште, в 1934 году вернулся в Финляндию, где выполнял обязанности венгерского консула и осуществлял переводы венгерской литературы на финский язык.
В Финляндии получил известность благодаря многочисленным памятникам, установленным в различных финских городах. В России творчество Лийполы представлено статуей «Лесной юноша», отлитой в Будапеште и установленной в центральном городском парке Выборга в 1932 году. В Коски открыт музей Лийполы, созданный на основе коллекции, подаренной скульптором в 1956 году.

## Изображения

«Пробуждение силы» (Хельсинки)
«Лесной юноша» (Выборг)
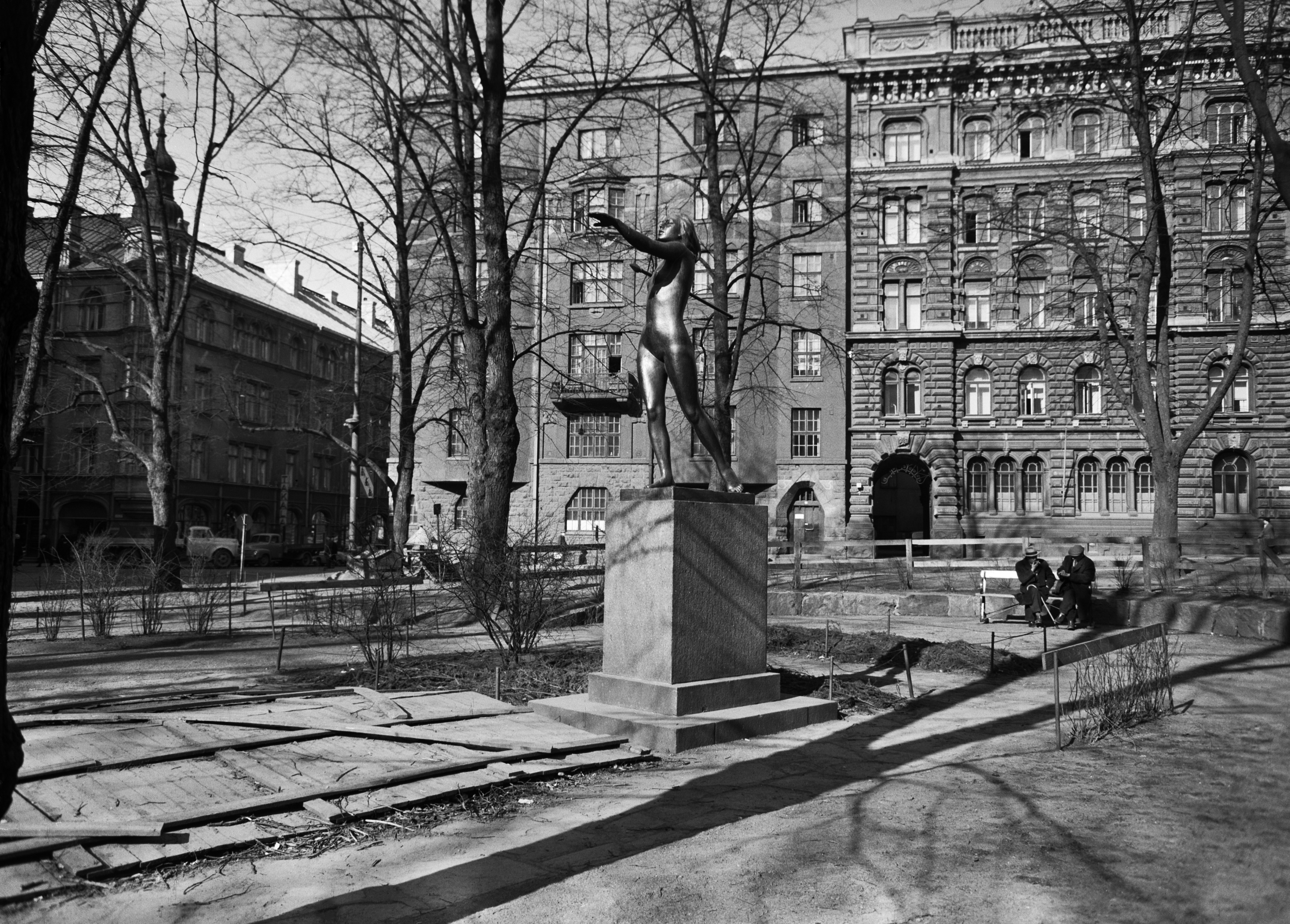
«Таллерво, дочь Тапио» (Хельсинки)
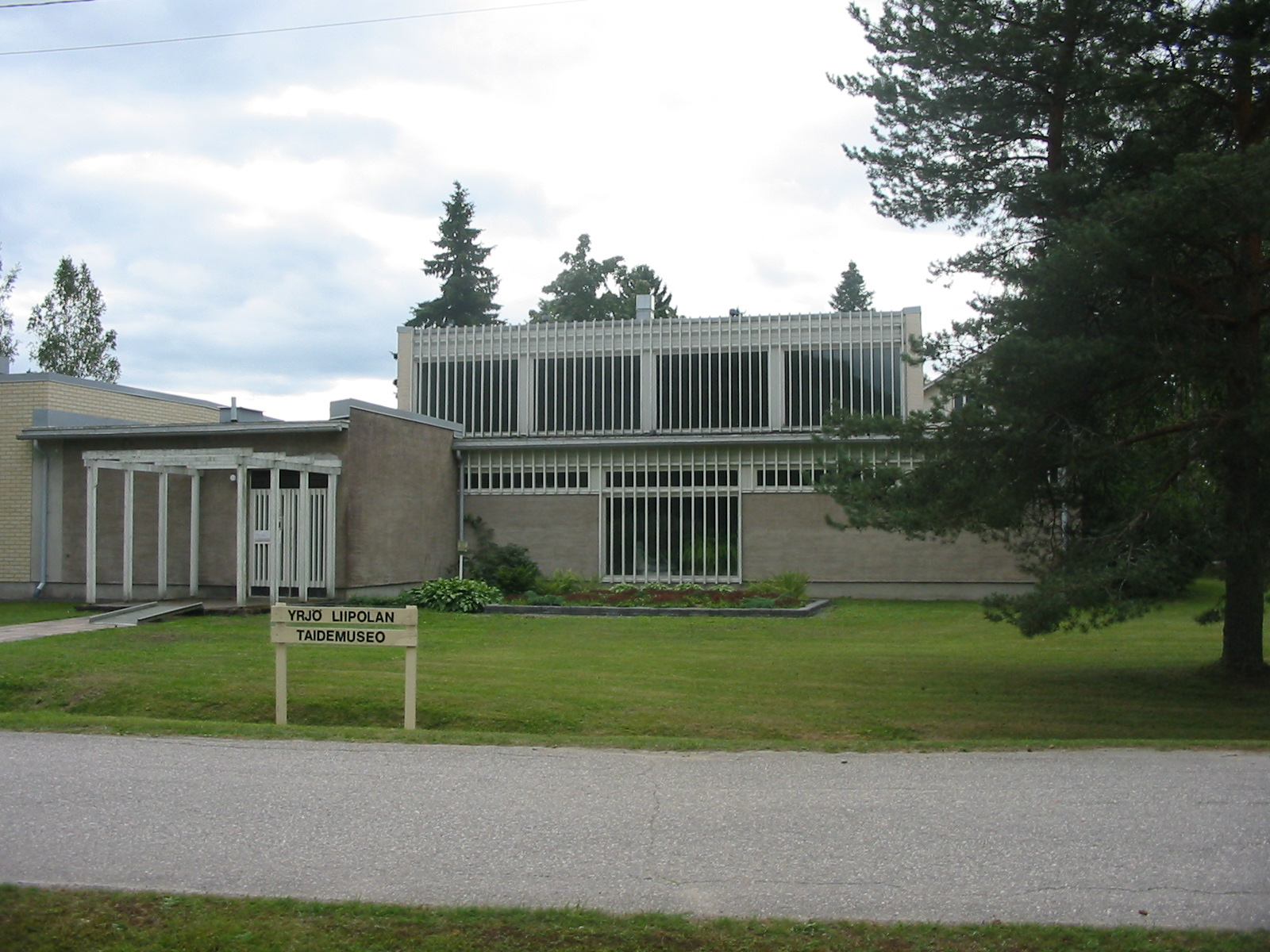
Художественный музей Юрьё Лийполы (Коски)